# Pyrenopeziza salicis
Pyrenopeziza salicis är en svampart som först beskrevs av Feltgen, och fick sitt nu gällande namn av John Axel Nannfeldt 1932. Pyrenopeziza salicis ingår i släktet Pyrenopeziza, ordningen disksvampar, klassen Leotiomycetes, divisionen sporsäcksvampar och riket svampar.   Inga underarter finns listade i Catalogue of Life.